# Scala 40
Scala 40 è un gioco di carte diffusosi dopo la prima guerra mondiale, apparentemente originario dell'Ungheria. Ha soppiantato il Ramino, gioco molto simile dal quale ha ereditato gran parte delle regole, tuttavia ormai viene considerato un gioco a sé stante.

## Definizioni
Nel gioco si fa uso di alcuni termini specifici:
- Tallone: il mazzo delle carte coperte che rimangono dopo la distribuzione, da cui i giocatori pescano;
- Pozzo: il mazzo che si viene a formare con le carte scartate dai giocatori alla fine di ogni turno;
- Gioco: una qualsiasi combinazione o sequenza:
  - Combinazione: insieme di 3 o 4 carte di valore uguale e semi diversi;
  - Sequenza (o scala): insieme formato da un minimo di 3 a un massimo di 13 carte con valori ordinati in sequenza, dello stesso seme e senza interruzioni. L'Asso può essere inserito o prima del 2 o dopo il Re.
- Aprire: calare sul tavolo un insieme di giochi che valga almeno 40 punti per la prima volta dall'inizio della mano.
- Chiudere: restare senza carte in mano a forza di calare giochi.

## Regolamento
Il regolamento descritto è quello adottato dalla Federazione Italiana Scala 40. In partite o tornei non ufficiali è possibile trovare varianti locali che si discostano da queste regole.

### Valore delle carte
Le carte hanno i seguenti valori:
- Dal 2 al 10: il valore nominale, sia in mano che nei giochi;
- Figure (J-Q-K): 10 punti, sia in mano che nei giochi;
- Asso: 1 punto se usato in giochi A-2-3, 11 punti in mano oppure se usato in giochi J-Q-K-A o A-A-A;
- Jolly: 25 punti in mano oppure il valore della carta che sostituisce nei giochi.

### Preparazione del gioco
Si gioca con due mazzi da 54 carte francesi. Il numero dei giocatori può variare da 2 a 6. Ognuno gioca per conto proprio, in alternativa è possibile giocare in coppia se si è in quattro. Il mazziere, scelto a sorte, distribuisce in senso orario, una alla volta, 13 carte coperte a ciascun giocatore, poi scopre una carta che rappresenta l'inizio del pozzo. Questa non può essere un jolly e, nel caso in cui lo sia, bisogna rimettere il jolly all'interno del mazzo e scegliere un'altra carta. Le rimanenti carte, coperte, vengono appoggiate a fianco del pozzo e rappresentano il tallone. Le carte date in mano possono essere guardate solo dopo che il mazziere ha collocato la carta di inizio del pozzo.

### Svolgimento del gioco
Inizia la partita il giocatore a sinistra del mazziere, e poi si procede in senso orario.
Il giocatore di turno compie le seguenti operazioni:
- Pesca una carta dal tallone e la aggiunge alla mano;
  - dopo aver calato giochi con valore di almeno 40 punti può pescare anche dal pozzo oltre che dal tallone;
- Cala, se può e vuole, i giochi che ha in mano;
  - se è la prima volta deve "aprire", cioè calare almeno un gioco per un valore totale di almeno 40 punti;
  - se ha già aperto nei turni precedenti, i giochi successivi possono valere meno; il giocatore che ha aperto può anche aggiungere le carte che ha in mano ai giochi già presenti sul tavolo, suoi o di altri giocatori, e/o sostituire un Jolly presente in un gioco, suo o di un altro giocatore, con la corrispondente carta mancante, prendendo il Jolly nella sua mano e, obbligatoriamente, usandolo per formare e calare un gioco.

- Scarta una carta, mettendola scoperta in cima al pozzo;
  - è possibile scartare una carta che 'attacca', cioè che potrebbe essere aggiunta a uno dei giochi presenti sul tavolo, solo se non si ha ancora aperto.

Lo scarto indica che il giocatore ha deciso di terminare il proprio turno.
In ciascun gioco è possibile utilizzare non più di un Jolly. Se, quando si usa un Jolly, non è scontato quale carta esso va a sostituire, bisogna dichiararlo; ad esempio nel gioco 7♣-7♠-Jolly, il Jolly potrebbe sostituire 7♥ oppure 7♦.
Se si arriva al punto in cui un giocatore, pescando, prende l'ultima carta del tallone, occorre mescolare e rovesciare il pozzo in modo da formare un nuovo tallone prima che tale giocatore scarti. Lo scarto darà inizio a un nuovo pozzo.

### Chiusura
Quando un giocatore resta senza carte in mano dopo aver scartato l'ultima nel pozzo, si dice che ha "chiuso". Si può chiudere anche calando contemporaneamente tutte le carte, in questo caso si dice che si ha chiuso in mano, cioè senza avere mai aperto; quando si chiude in mano il valore totale delle carte può anche essere inferiore a 40 punti.
La chiusura determina la vittoria della mano. Come effetto di una chiusura, gli altri giocatori contano i punti di valore delle carte che hanno ancora in mano e li pagano, sommandoli al loro punteggio precedente; esiste una variante al regolamento che prevede che, al termine della mano, chi non è riuscito ad aprire paghi 100 punti, a prescindere dal valore effettivo delle carte in mano.
Se la partita non è finita, dopo la chiusura si procede a una nuova mano, in cui diventa mazziere il giocatore a sinistra del mazziere precedente.

### Scopo del gioco e fine della partita
Concordato il punteggio di uscita, che di norma è di 100 o 200 punti (quindi si viene esclusi dal gioco quando si arriva a 101 o a 201 rispettivamente), ogni giocatore che supera questa soglia è eliminato. Vince il giocatore che rimane con meno punti dell'avversario/squadra avversaria.